# Кучеровка (Сумская область)
Кучеровка (укр. Кучерівка) — село, Кучеровский сельский совет, Глуховский район, Сумская область, Украина.
Код КОАТУУ — 5921583201. Население по переписи 2001 года составляло 778 человек.
Является административным центром Кучеровского сельского совета, в который, кроме того, входит село Харьковка.

## Географическое положение
Село Кучеровка находится на берегу реки Калиновка, ниже по течению примыкает село Вишенки. На реке большая запруда.

## История
Село Кучеровка известно с первой половины XVII века. В XIX веке село Кучеровка было в составе Есманской волости Глуховского уезда Черниговской губернии.

## Экономика
- «Кучеровское», ООО.

## Объекты социальной сферы
- Школа.

## Достопримечательности
- Братская могила советских воинов.